# Bishop's Hull
Bishop's Hull is een civil parish in het bestuurlijke gebied Somerset West and Taunton, in het Engelse graafschap Somerset met 2975 inwoners.